# The Voice UK
 Denne artikel omhandler den britiske version af tv-konceptet. Opslagsordet har også en anden betydning, se The Voice (flertydig).
The Voice UK er et britisk talentshow, opfundet af John de Mol, og baseret på det hollandske koncept: The Voice of Holland.
Programmet havde premiere på BBC One, den 24 marts 2012. Der er fire forskellige stages i programmet: Blind auditions, battle runden, knockout runden og liveshows. Vinderen modtager 100,000 pund og en pladekontrakt med Universal Music.

## Sæsonoverblik
| Sæson | Premieredato      | Finaledato        | Vinder           | Andenplads      | Andre finalister    | Vindende coach              | Værter                        | Coaches (chair's order) | Coaches (chair's order) | Coaches (chair's order) | Coaches (chair's order)     | Kanal |
| Sæson | Premieredato      | Finaledato        | Vinder           | Andenplads      | Andre finalister    | Vindende coach              | Værter                        | 1                       | 2                       | 3                       | 4                           | Kanal |
| ----- | ----------------- | ----------------- | ---------------- | --------------- | ------------------- | --------------------------- | ----------------------------- | ----------------------- | ----------------------- | ----------------------- | --------------------------- | ----- |
| 1     | 24. marts 2012    | 2. juni 2012      | Leanne Mitchell  | Bo Bruce        | Vince Kidd          | Tom Jones                   | Holly Willoughby Reggie Yates | will.i.am               | Jessie J                | Tom Jones               | Danny O'Donoghue            | BBC   |
| 1     | 24. marts 2012    | 2. juni 2012      | Leanne Mitchell  | Tyler James     | Vince Kidd          | Tom Jones                   | Holly Willoughby Reggie Yates | will.i.am               | Jessie J                | Tom Jones               | Danny O'Donoghue            | BBC   |
| 2     | 30. marts 2013    | 22. juni 2013     | Andrea Begley    | Leah McFall     | Matt Henry          | Danny O'Donoghue            | Holly Willoughby Reggie Yates | will.i.am               | Jessie J                | Tom Jones               | Danny O'Donoghue            | BBC   |
| 2     | 30. marts 2013    | 22. juni 2013     | Andrea Begley    | Mike Ward       | Matt Henry          | Danny O'Donoghue            | Holly Willoughby Reggie Yates | will.i.am               | Jessie J                | Tom Jones               | Danny O'Donoghue            | BBC   |
| 3     | 11. januar 2014   | 5. april 2014     | Jermain Jackman  | Christina Marie | Jamie Johnson       | will.i.am                   | Emma Willis Marvin Humes      | will.i.am               | Kylie Minogue           | Tom Jones               | Ricky Wilson                | BBC   |
| 3     | 11. januar 2014   | 5. april 2014     | Jermain Jackman  | Sally Barker    | Jamie Johnson       | will.i.am                   | Emma Willis Marvin Humes      | will.i.am               | Kylie Minogue           | Tom Jones               | Ricky Wilson                | BBC   |
| 4     | 10. januar 2015   | 4. april 2015     | Stevie McCrorie  | Lucy O'Byrne    | Emmanuel Nwamadi    | Ricky Wilson                | Emma Willis Marvin Humes      | will.i.am               | Rita Ora                | Tom Jones               | Ricky Wilson                | BBC   |
| 4     | 10. januar 2015   | 4. april 2015     | Stevie McCrorie  | Lucy O'Byrne    | Sasha Simone        | Ricky Wilson                | Emma Willis Marvin Humes      | will.i.am               | Rita Ora                | Tom Jones               | Ricky Wilson                | BBC   |
| 5     | 9. januar 2016    | 9. april 2016     | Kevin Simm       | Jolan           | Cody Frost          | Ricky Wilson                | Emma Willis Marvin Humes      | will.i.am               | Boy George              | Paloma Faith            | Ricky Wilson                | BBC   |
| 5     | 9. januar 2016    | 9. april 2016     | Kevin Simm       | Jolan           | Lydia Lucy          | Ricky Wilson                | Emma Willis Marvin Humes      | will.i.am               | Boy George              | Paloma Faith            | Ricky Wilson                | BBC   |
| 6     | 7. januar 2017    | 2. april 2017     | Mo Adeniran      | Into The Ark    | Jamie Miller        | Jennifer Hudson             | Emma Willis                   | will.i.am               | Jennifer Hudson         | Tom Jones               | Gavin Rossdale              | ITV   |
| 6     | 7. januar 2017    | 2. april 2017     | Mo Adeniran      | Into The Ark    | Michelle John       | Jennifer Hudson             | Emma Willis                   | will.i.am               | Jennifer Hudson         | Tom Jones               | Gavin Rossdale              | ITV   |
| 7     | 6. january 2018   | 7. april 2018     | Ruti Olajugbagbe | Donel Mangena   | Belle Voci          | Tom Jones                   | Emma Willis                   | will.i.am               | Jennifer Hudson         | Tom Jones               | Olly Murs                   | ITV   |
| 7     | 6. january 2018   | 7. april 2018     | Ruti Olajugbagbe | Donel Mangena   | Lauren Bannon       | Tom Jones                   | Emma Willis                   | will.i.am               | Jennifer Hudson         | Tom Jones               | Olly Murs                   | ITV   |
| 8     | 5. january 2019   | 6. april 2019     | Molly Hocking    | Deana Walmsley  | Jimmy Balito        | Olly Murs                   | Emma Willis                   | will.i.am               | Jennifer Hudson         | Tom Jones               | Olly Murs                   | ITV   |
| 8     | 5. january 2019   | 6. april 2019     | Molly Hocking    | Deana Walmsley  | Bethzienna Williams | Olly Murs                   | Emma Willis                   | will.i.am               | Jennifer Hudson         | Tom Jones               | Olly Murs                   | ITV   |
| 9     | 4. january 2020   | 14. november 2020 | Blessing Chitapa | Jonny Brooks    | Brooke Scullion     | Olly Murs                   | Emma Willis                   | will.i.am               | Meghan Trainor          | Tom Jones               | Olly Murs                   | ITV   |
| 9     | 4. january 2020   | 14. november 2020 | Blessing Chitapa | Jonny Brooks    | Gevanni Hutton      | Olly Murs                   | Emma Willis                   | will.i.am               | Meghan Trainor          | Tom Jones               | Olly Murs                   | ITV   |
| 10    | 2. january 2021   | 20. marts 2021    | Craig Eddie      | Grace Holden    | Hannah Williams     | Anne-Marie                  | Emma Willis                   | will.i.am               | Anne-Marie              | Tom Jones               | Olly Murs                   | ITV   |
| 10    | 2. january 2021   | 20. marts 2021    | Craig Eddie      | Grace Holden    | Okulaja             | Anne-Marie                  | Emma Willis                   | will.i.am               | Anne-Marie              | Tom Jones               | Olly Murs                   | ITV   |
| 11    | 3. september 2022 | 22. oktober 2022  | Anthonia Edwards | David Adeogun   | Naomi Johnson       | Tom Jones                   | Emma Willis                   | will.i.am               | Anne-Marie              | Tom Jones               | Olly Murs                   | ITV   |
| 11    | 3. september 2022 | 22. oktober 2022  | Anthonia Edwards | David Adeogun   | Mark Howard         | Tom Jones                   | Emma Willis                   | will.i.am               | Anne-Marie              | Tom Jones               | Olly Murs                   | ITV   |
| 12    | 4. november 2023  | 30. december 2023 | Jen & Liv        | Callum Doignie  | Callum Doignie      | will.i.am                   | Emma Willis                   | will.i.am               | Anne-Marie              | Tom Jones               | Olly Murs                   | ITV   |
| 12    | 4. november 2023  | 30. december 2023 | Jen & Liv        | Hope Winter     |                     | will.i.am                   | Emma Willis                   | will.i.am               | Anne-Marie              | Tom Jones               | Olly Murs                   | ITV   |
| 12    | 4. november 2023  | 30. december 2023 | Jen & Liv        | Jolie Stevens   |                     | will.i.am                   | Emma Willis                   | will.i.am               | Anne-Marie              | Tom Jones               | Olly Murs                   | ITV   |
| 13    | 31. august 2024   | 26. oktober 2024  | AVA              | Billy & Louie   | Billy & Louie       | Danny Jones og Tom Fletcher | Emma Willis                   | will.i.am               | LeAnn Rimes             | Tom Jones               | Danny Jones og Tom Fletcher | ITV   |
| 13    | 31. august 2024   | 26. oktober 2024  | AVA              | Deb Orah        |                     | Danny Jones og Tom Fletcher | Emma Willis                   | will.i.am               | LeAnn Rimes             | Tom Jones               | Danny Jones og Tom Fletcher | ITV   |
| 13    | 31. august 2024   | 26. oktober 2024  | AVA              | Storry          |                     | Danny Jones og Tom Fletcher | Emma Willis                   | will.i.am               | LeAnn Rimes             | Tom Jones               | Danny Jones og Tom Fletcher | ITV   |